# آرثر كوبر
آرثر كوبر (بالإنجليزية: Arthur Cooper)‏ (16 مارس 1921 في المملكة المتحدة - 1 يناير 2008) هو لاعب كرة قدم بريطاني (وحمل سابقاً جنسية المملكة المتحدة لبريطانيا العظمى وأيرلندا) في مركز الوسط. لعب مع بورت فايل.